# ایستگاه متروی تاتریج و وتستون
ایستگاه متروی تاتریج و وتستون (انگلیسی: Totteridge & Whetstone tube station) یکی از ایستگاه‌های خط شمالی متروی لندن است.
این ایستگاه که در منطقه بارنت لندن قرار دارد در سال ۱۸۷۲ میلادی تأسیس شده است.

## نگارخانه

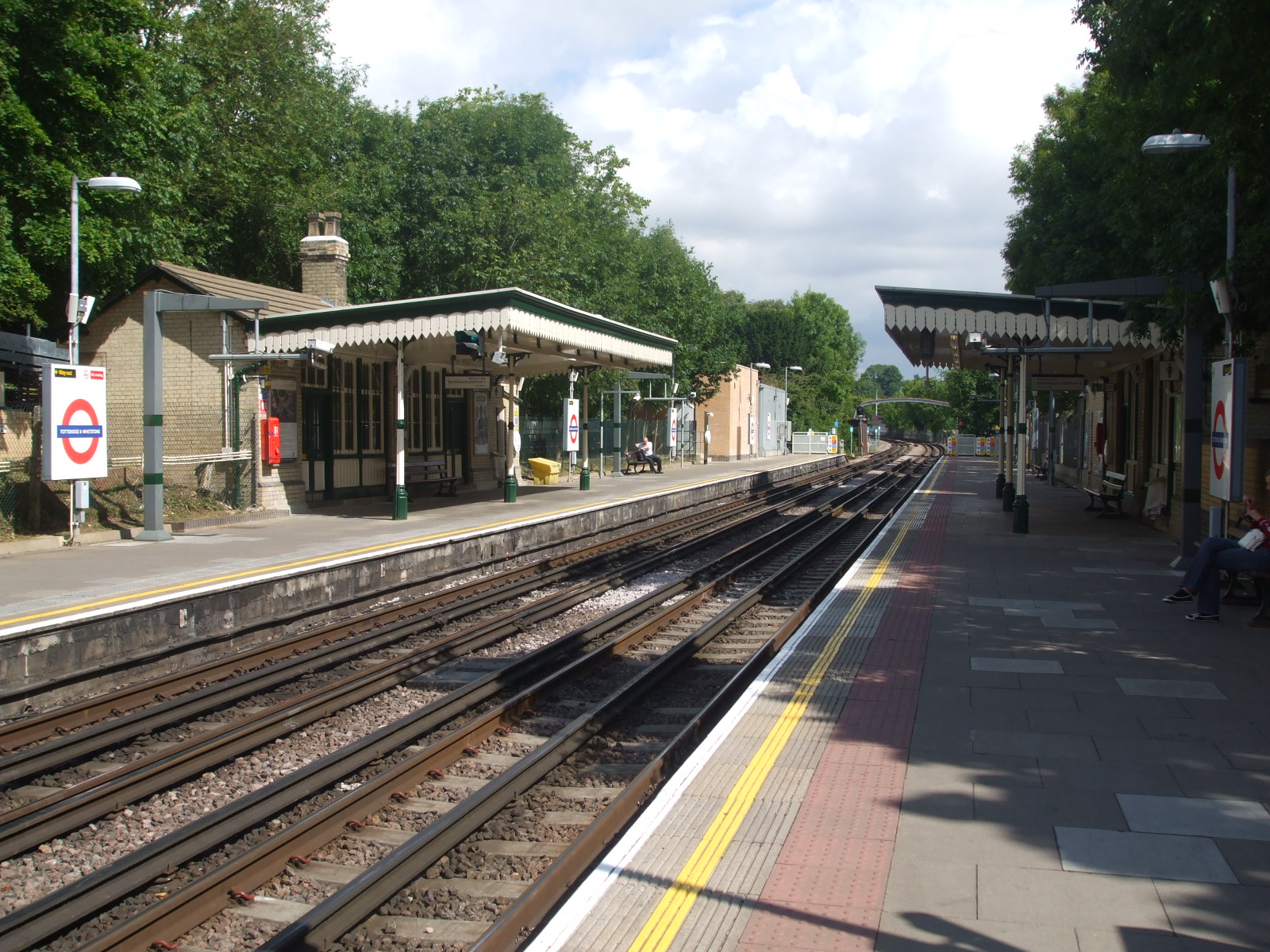
Southbound platform looking north
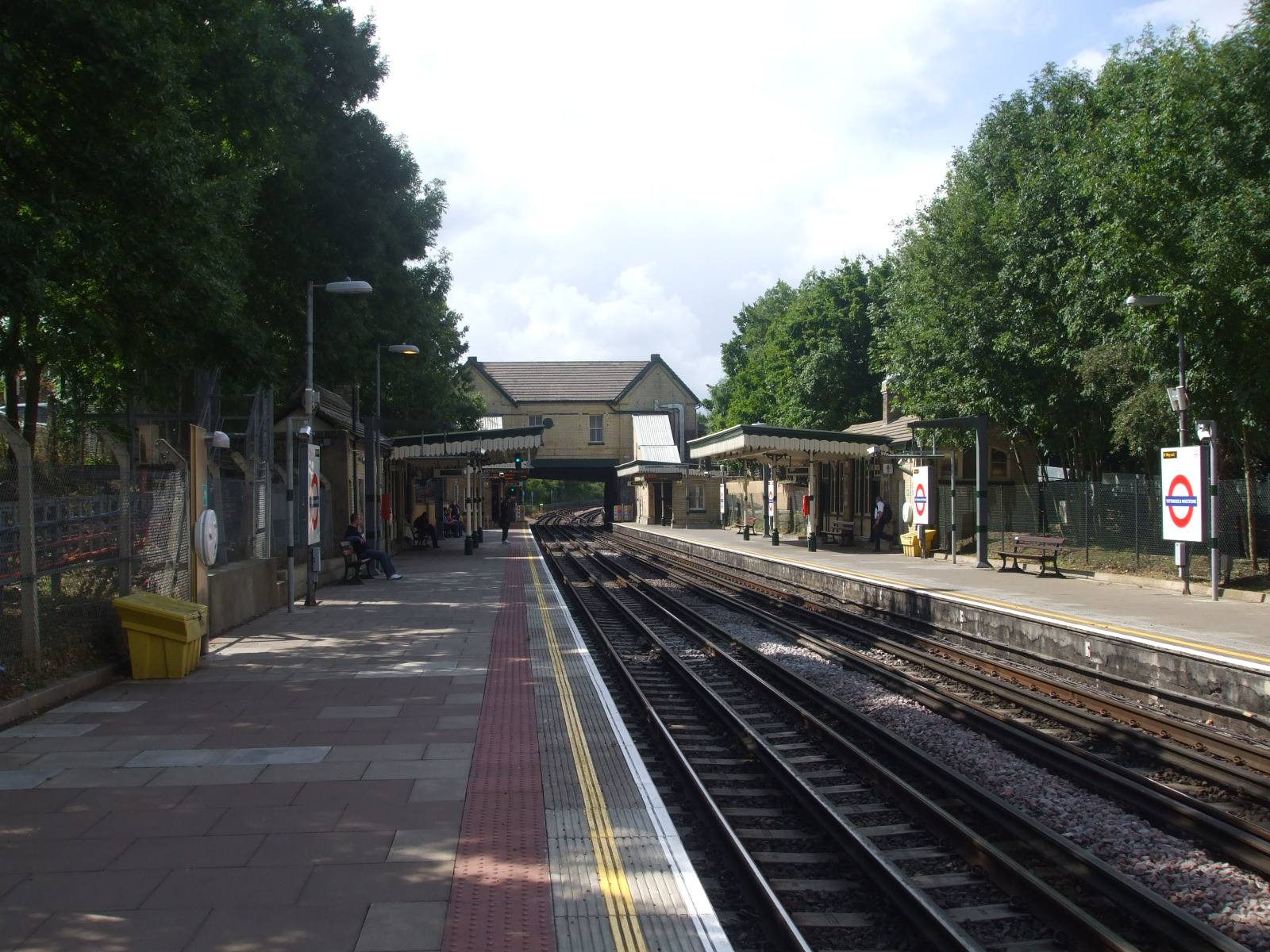
Southbound platform looking south
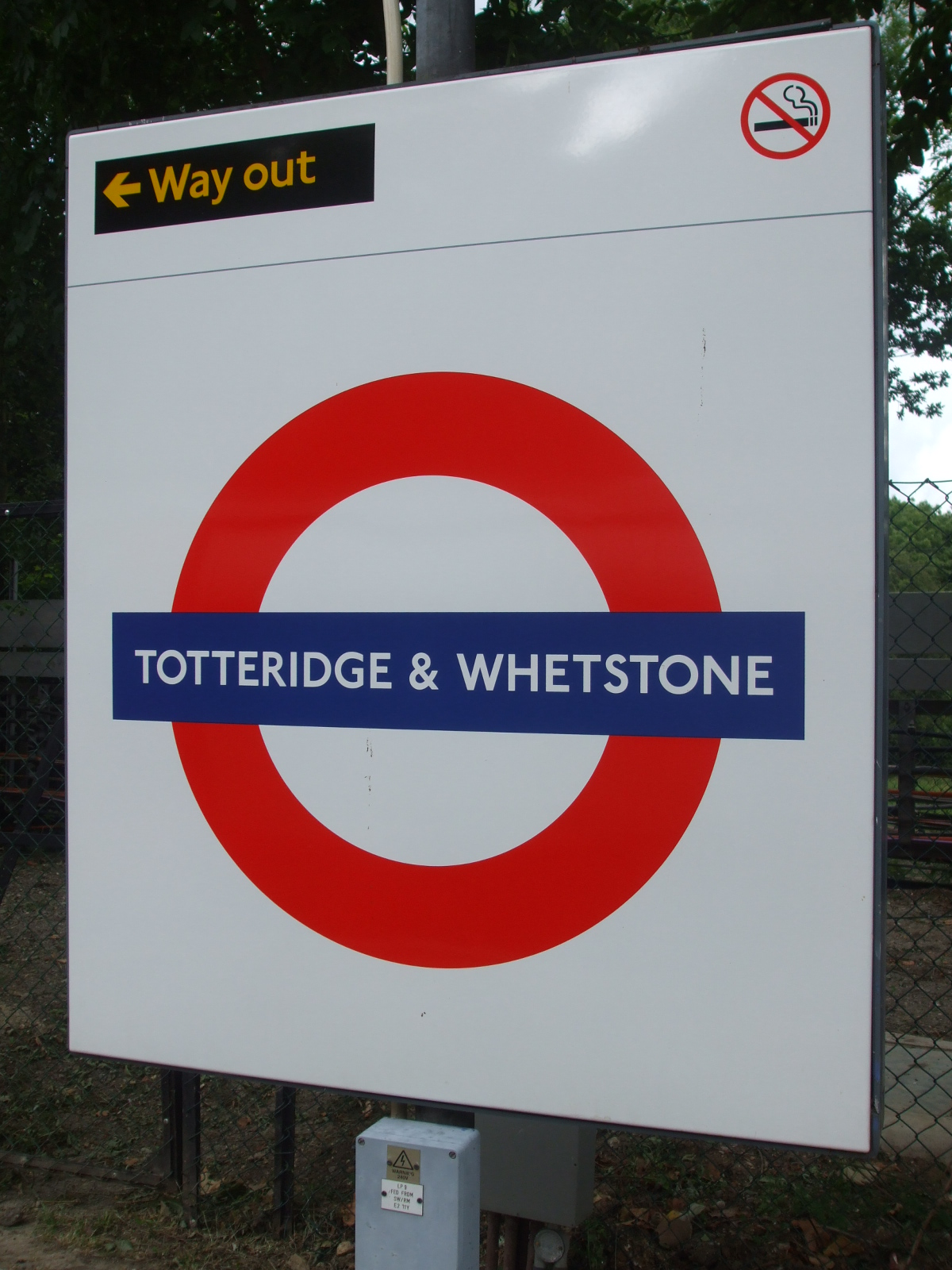
Roundel on the northbound platform